# 10432 Ullischwarz
10432 Ullischwarz è un asteroide della fascia principale. Scoperto nel 1960, presenta un'orbita caratterizzata da un semiasse maggiore pari a 2,2412132 UA e da un'eccentricità di 0,0912502, inclinata di 3,94786° rispetto all'eclittica.